# Гусятинський районний краєзнавчий музей
Гусятинський районний комунальний краєзнавчий музей — районний комунальний краєзнавчий музей у селищі Гусятин Тернопільської області; зібрання матеріалів з історії, культури та персоналій Густина і Гусятинщини.
Музей розташований за адресою: Україна, вул. Тернопільська, 5, смт. Гусятин, Тернопільська обл.

## Історія: становлення і сучасність
Від 1979 року експозиція розміщувалася у колишній синагозі (пам'ятник архітектури 17 ст.). У 2006 році розпочато переобладнання музейної експозиції в іншому приміщенні.

## Фонди і експозиція музею
В основному і науково-допоміжному фондах музею зберігаються понад 16 тисяч експонатів — унікальні колекції викопних решток кісток мамонта й динотерія, кам'яні та бронзові знаряддя праці, гончарні вироби, старовинна вишивка тощо.
Музей організовує науково-дослідну, науково- просвітницьку, фондову, експозиційну та виставкову роботу.
Експозиція городища — святилища Богит, яке входило в «Збруцький культовий центр», що оформлена в приміщенні малого експозиційного залу музею у вересні — жовтні 2009 року, — стала візитівкою краю і дуже цікавим об'єктом для потоку туристів. Святилище є пам'яткою археології національного значення (охоронний номер 2249).
У складі музею три відділи: природи, археології, історії. Спеціальні стенди розкривають особливості природи Гусятинського краю, його досягнення в економіці. Демонструються унікальні колекції : викопні рештки кісток мамонта, кам'яні та бронзові знаряддя праці, гончарні вироби тощо.